# Тук са младите мъже
„Тук са младите мъже“ (Here Are the Young Men) е драматичен филм от 2020 г., написан и режисиран от Еоин Макен, базиран на едноименния роман на Роб Дойл. В него участват Дийн-Чарлс Чапман, Фин Коул, Аня Тейлър-Джой, Фердия Уолш-Пийло, Травис Фимел и Конлет Хил .
Световната премиера на филма беше в Galway Film Fleadh на 11 юли 2020 г. Той беше пуснат в Съединените щати на 27 април 2021 г. от Well Go USA Entertainment, а в Обединеното кралство на 30 април 2021 г. от Signature Entertainment.

## В ролите
- Дийн-Чарлз Чапман като Матю Конъли
- Фин Коул като Джоузеф Кирни
- Аня Тейлър-Джой като Джен
- Фердия Уолш-Пийло като Рез
- Конлет Хил като Марк Киърни
- Травис Фимел като телевизионен водещ
- Емет Дж. Сканлан като бездомен
- Крис Нюман като Дуейн Киърни
- Ралф Инесън като г-н Ландертън
- Сюзън Линч като Лин Конъли
- Лола Петикрю като Джули
- Нуми Рапас като Ангел Прах
- Еоин Макен като бездомен американец

## Продукция
През август 2018 г. беше обявено, че Дийн-Чарлз Чапман, Фин Коул, Аня Тейлър-Джой, Фердия Уолш-Пийло, Конлет Хил и Лола Петикрю се присъединиха към актьорския състав на филма, като Еоин Макен режисира по сценарий на Макен и Роб Дойл, базиран на едноименния роман, написан от Дойл. Ричард Болджър, Ноа Хеуснер, Едуина Кейси ще служат като продуценти на филма, докато Пол У. С. Андерсън, Андрю Дейвис Ганс, Конър Бари и Майкъл Раймонди ще служат като изпълнителни продуценти под техните банери Hail Mary Pictures и Union Entertainment Group, съответно.   През септември 2018 г. Ралф Инесън и Сюзън Линч се присъединиха към актьорския състав на филма.  През ноември 2019 г. беше обявено, че Травис Фимел се е присъединил към актьорския състав на филма. 

### Заснемане
Основните снимки започнаха през август 2018 г. в Ирландия . 

## Реализиране
Световната премиера на филма беше в Galway Film Fleadh на 11 юли 2020 г.  През ноември 2020 г. Well Go USA Entertainment и Signature Entertainment придобиха правата за разпространение на филма съответно в Ирландия, Великобритания и САЩ.  Планирано е да бъде пуснат в Съединените щати на 27 април 2021 г.  и Обединеното кралство на 30 април 2021 г. 

## Външни връзки
- „Тук са младите мъже“ в  Internet Movie Database
- Тук са младите мъже в

|  | Тази страница частично или изцяло представлява превод на страницата Here Are the Young Men в Уикипедия на английски. Оригиналният текст, както и този превод, са защитени от Лиценза „Криейтив Комънс – Признание – Споделяне на споделеното“, а за съдържание, създадено преди юни 2009 година – от Лиценза за свободна документация на ГНУ. Прегледайте историята на редакциите на оригиналната страница, както и на преводната страница, за да видите списъка на съавторите. ВАЖНО: Този шаблон се отнася единствено до авторските права върху съдържанието на статията. Добавянето му не отменя изискването да се посочват конкретни източници на твърденията, които да бъдат благонадеждни. |